# Ubiratã EC
Ubiratã Esporte Clube é um clube de futebol da cidade de Ubiratã no Paraná, fundado em 1961. Seu estádio é o Claudinão, com capacidade para 13.000 pessoas.
O Ubiratã foi campeão do Campeonato Paranaense da Terceira Divisão em 1991.

## Títulos
- Campeonato Paranaense - 3ª Divisão: 1 vez 1991